# Jules Bloch
Pour les articles homonymes, voir Bloch.
Jules Bloch, né le 1er mai 1880 dans le 4e arrondissement de Paris et mort le 29 novembre 1953 à Sèvres, est un indianiste français.
Docteur ès-lettres en 1914, il est directeur d'études à l'École pratique des hautes études de  1919 à 1951, professeur à l'École des langues orientales de 1921 à 1937 et professeur de langue et littérature sanscrites au Collège de France de 1937 à 1941 et de 1944 à 1951.

## Vie privée
Jules Bloch se marie en 1916 avec Yvonne Blum-Bloch. Le couple aura quatre enfants.

## Œuvres
- La Phrase nominale en sanskrit, Librairie Honoré Champion, coll. « Mémoires de la Société de linguistique » XIV, Paris, 1909, 2 + 70 p.
- Un manuel du scribe cachemirien au XVIIe siècle, le Lokaprakāça, attribué à Ksemendra, Paul Geuthner, Paris, 1914.
- La Formation de la langue marathe, Honoré Champion, coll. « Bibliothèque de l'École des hautes études. Sciences historiques et philologiques » no 215, Paris, 1920, 432 p.. Prix Volney.
- L'Indo-Aryen du Véda aux temps modernes, Adrien Maisonneuve, Paris, 18 octobre 1934, 335 p. 
  - Indo-Aryan, from the Vedas to modern times (édition revue par l'auteur, traduite en anglais par Alfred Master), Adrien Maisonneuve, Paris, 1965, X-337 p.
- Sylvain Lévi et la linguistique indienne : leçon inaugurale lue au Collège de France le 13 avril 1937, Maisonneuve, Paris, 1937, 30 p.
- Structure grammaticale des langues dravidiennes, Librairie d'Amérique et d'Orient, Adrien Maisonneuve, Paris, 1946.
  - The Grammatical structure of Dravidian languages (traduction en anglais par Ramkrishna Ganesh Harshé), Deccan college postgraduate and research institute, coll. « Deccan college hand-book series » no 3, Poona, 1954, XXXIV-127 p.
- Les Inscriptions d'Asoka, traduites et commentées par Jules Bloch, Les Belles Lettres, coll. « Émile Senart » no 8, Paris, 1950, 218 p. – Réédition sous forme de fac-similé : Les Belles Lettres, coll. « La Voix de l'Inde », Paris, 2007, 216 p.,  (ISBN 978-2-251-72015-9).
- Les Tsiganes, Presses universitaires de France, coll. « Que sais-je ? » no 580, Paris, 1953, 120 p.. – Réédition : 3e édition mise à jour par François de Vaux de Foletier et Henriette David, Presses universitaires de France, coll. « Que sais-je ? » no 580, Paris, 1969, 128 p..
- Application de la cartographie à l'Histoire de l'Indo-Aryen (ouvrage posthume publié par Colette Caillat et Pierre Meile), dans Cahiers de la Société Asiatique, no 13, Imprimerie Nationale, Paris, 1963, VIII-83 p..
- Recueil d'articles de Jules Bloch, 1906-1955, textes rassemblés par Colette Caillat, Collège de France, coll. « Publications de l'Institut de civilisation indienne ». Série in-8o no 52, Diffusion E. de Boccard, Paris, 1985, XXXIX-557 p.,  (ISBN 2-86803-052-1).